# John Peers
John Peers, né le 25 juillet 1988 à Melbourne, est un joueur de tennis professionnel australien.
Spécialiste du double, il a remporté trente titres en double messieurs dont deux fois le Masters (2016 et 2017), l'Open d'Australie 2017 et les Jeux olympiques.
Son binôme le plus prolifique est le Finlandais Henri Kontinen, avec qui il a remporté treize titres.
Il a remporté l'US Open 2022 en double mixte avec Storm Hunter ainsi que l’Open d'Australie 2025 avec sa compatriote Olivia Gadecki.

## Carrière
Avant de passer professionnel, John Peers a étudié trois ans à la Middle Tennessee State University à Murfreesboro puis un an à l'université Baylor au Texas. Sa mère, Elizabeth Little est une ancienne joueuse de tennis, tout comme sa sœur Sally.
Il atteint la finale du premier tournoi auquel il participe, en juin 2011, il s'agit du Futures de Maracaibo et remporte celui de Coro deux semaines plus tard. En 2012, il remporte six tournois Challenger avec l'Australien John-Patrick Smith, marquant ainsi son entrée dans le top 100 de la discipline. Il abandonne les tournois en simple l'année suivante.
Il est principalement connu pour son association avec le Britannique Jamie Murray, frère d'Andy. Ils collaborent de février 2013 à fin 2015 et ont remporté leur premier tournoi à Houston en avril, contre les frères Bryan, nos 1 mondiaux. Ils ont également atteint les demi-finales à Shanghai en 2013 et la finale du tournoi de Wimbledon et de l'US Open en 2015.
En 2016, il fait équipe avec le Finlandais Henri Kontinen. Ils remportent ensemble quatre tournois (Brisbane, Munich, Hambourg et le Masters de Paris-Bercy). Qualifiés tous les deux pour le Masters de Londres, ils finissent premier de leur poule en ne perdant aucun match. Ils éliminent en demi-finale les frères Bryan et remportent le tournoi des Maîtres pour leur première participation ensemble en écartant en finale Raven Klaasen et Rajeev Ram.
En 2017, il remporte l'Open d'Australie avec Henri Kontinen en battant en finale Bob et Mike Bryan, puis une nouvelle fois le Masters en fin d'année contre Łukasz Kubot et Marcelo Melo.
En 2018, il remporte trois titres avec Henri Kontinen. En 2019, il remporte un seul titre avec Bruno Soares, puis en 2020 et 2021 quatre titres avec Michael Venus.
Il est médaillé de bronze en double mixte lors des Jeux olympiques d'été de 2020.
Associé à Filip Polášek, il atteint les demi-finales de l'US Open 2021, la finale de l'Open San Diego puis remporte son quatrième Masters 1000 à Indian Wells.
Ils enchainent avec une demi-finale au tournoi de Vienne puis au Masters de Paris-Bercy.
Le binôme commence l'année 2022 par un titre au tournoi de Sydney. Il enchaine avec un quart de finale à l'Open d'Australie puis une demi-finale au tournoi de de Dubaï où ils sont battus par les numéros 1 mondiaux Mate Pavić et Nikola Mektić.
Le binôme enchaine quatre défaites consécutives avant de regagner un match au Tournoi du Queen's. Ils perdent au tour suivant malgré un balle de match contre la paire Nikola Mektić - Mate Pavić. 
Ils se qualifient pour les quarts de finale du tournoi de Wimbledon, ils sont battus par Matthew Ebden et  Max Purcell, futurs finalistes du tournoi.
John Peers remporte le double mixte de l'US Open, associé à sa compatriote Storm Sanders.

## Palmarès

### Titres en double messieurs
| 30 titres en double | 1 G. Chelem | 1 G. Chelem | 1 G. Chelem | 1 G. Chelem | 2 Masters  | 2 Masters  | 2 Masters   | 2 Masters   | 4 Masters 1000 | 4 Masters 1000 | 4 Masters 1000 | 4 Masters 1000 | 9 ATP 500          | 9 ATP 500          | 9 ATP 500          | 9 ATP 500          | 13 ATP 250         | 13 ATP 250         | 13 ATP 250     | 13 ATP 250     | 1 JO           | 1 JO           | 1 JO           | 1 JO           |
| 30 titres en double | 18 sur dur  | 18 sur dur  | 18 sur dur  | 18 sur dur  | 18 sur dur | 18 sur dur | 3 sur gazon | 3 sur gazon | 3 sur gazon    | 3 sur gazon    | 3 sur gazon    | 3 sur gazon    | 9 sur terre battue | 9 sur terre battue | 9 sur terre battue | 9 sur terre battue | 9 sur terre battue | 9 sur terre battue | 0 sur moquette | 0 sur moquette | 0 sur moquette | 0 sur moquette | 0 sur moquette | 0 sur moquette |

| No | Date       | Nom et lieu du tournoi                        | Catégorie     | Dotation      | Surface      | Partenaire     | Finalistes                           | Score              |          |
| -- | ---------- | --------------------------------------------- | ------------- | ------------- | ------------ | -------------- | ------------------------------------ | ------------------ | -------- |
| 1  | 08-04-2013 | US Men's Clay Court Championship Houston      | ATP 250       | 455 775 $     | Terre (ext.) | Jamie Murray   | Bob Bryan Mike Bryan                 | 1-6, 7-63, [12-10] | Parcours |
| 2  | 22-07-2013 | Crédit Agricole Suisse Open Gstaad            | ATP 250       | 410 200 €     | Terre (ext.) | Jamie Murray   | Pablo Andújar Guillermo García-López | 6-3, 6-4           | Parcours |
| 3  | 23-09-2013 | Thailand Open Bangkok                         | ATP 250       | 567 530 $     | Dur (int.)   | Jamie Murray   | Tomasz Bednarek Johan Brunström      | 6-3, 3-6, [10-6]   | Parcours |
| 4  | 28-04-2014 | BMW Open by FWU AG Munich                     | ATP 250       | 426 605 €     | Terre (ext.) | Jamie Murray   | Colin Fleming Ross Hutchins          | 6-4, 6-2           | Parcours |
| 5  | 05-01-2015 | Brisbane International by Suncorp Brisbane    | ATP 250       | 439 405 $     | Dur (ext.)   | Jamie Murray   | Alexandr Dolgopolov Kei Nishikori    | 6-3, 7-64          | Parcours |
| 6  | 27-07-2015 | bet-at-home Open Hambourg                     | ATP 500       | 1 285 955 €   | Terre (ext.) | Jamie Murray   | Juan Sebastián Cabal Robert Farah    | 2-6, 6-3, [10-8]   | Parcours |
| 7  | 04-01-2016 | Brisbane International by Suncorp Brisbane    | ATP 250       | 404 780 $     | Dur (ext.)   | Henri Kontinen | James Duckworth Chris Guccione       | 7-64, 6-1          | Parcours |
| 8  | 25-04-2016 | BMW Open by FWU AG Munich                     | ATP 250       | 463 520 €     | Terre (ext.) | Henri Kontinen | Juan Sebastián Cabal Robert Farah    | 6-3, 3-6, [10-7]   | Parcours |
| 9  | 11-07-2016 | German Tennis Championships Hambourg          | ATP 500       | 1 388 830 €   | Terre (ext.) | Henri Kontinen | Daniel Nestor Aisam-Ul-Haq Qureshi   | 7-5, 6-3           | Parcours |
| 10 | 31-10-2016 | BNP Paribas Masters Paris                     | Masters 1000  | 3 748 925 €   | Dur (int.)   | Henri Kontinen | Pierre-Hugues Herbert Nicolas Mahut  | 6-4, 3-6, [10-6]   | Parcours |
| 11 | 13-11-2016 | Barclays ATP World Tour Finals Londres        | Masters       | 7 000 000 €   | Dur (int.)   | Henri Kontinen | Raven Klaasen Rajeev Ram             | 2-6, 6-1, [10-8]   | Parcours |
| 12 | 16-01-2017 | Australian Open Melbourne                     | G. Chelem     | 22 624 000 A$ | Dur (ext.)   | Henri Kontinen | Bob Bryan Mike Bryan                 | 7-5, 7-5           | Parcours |
| 13 | 31-07-2017 | Citi Open Washington                          | ATP 500       | 1 750 080 $   | Dur (ext.)   | Henri Kontinen | Łukasz Kubot Marcelo Melo            | 7-65, 6-4          | Parcours |
| 14 | 02-10-2017 | China Open Pékin                              | ATP 500       | 3 028 080 $   | Dur (ext.)   | Henri Kontinen | John Isner Jack Sock                 | 6-3, 3-6, [10-7]   | Parcours |
| 15 | 08-10-2017 | Shanghai Rolex Masters Shanghai               | Masters 1000  | 5 924 890 $   | Dur (ext.)   | Henri Kontinen | Łukasz Kubot Marcelo Melo            | 6-4, 6-2           | Parcours |
| 16 | 12-11-2017 | Nitto ATP Finals Londres                      | Masters       | 8 000 000 $   | Dur (int.)   | Henri Kontinen | Łukasz Kubot Marcelo Melo            | 6-4, 6-2           | Parcours |
| 17 | 31-12-2017 | Brisbane International by Suncorp Brisbane    | ATP 250       | 468 910 $     | Dur (ext.)   | Henri Kontinen | Leonardo Mayer Horacio Zeballos      | 3-6, 6-3, [10-2]   | Parcours |
| 18 | 18-06-2018 | Fever-Tree Championships Londres              | ATP 500       | 1 983 595 €   | Gazon (ext.) | Henri Kontinen | Jamie Murray Bruno Soares            | 6-4, 6-3           | Parcours |
| 19 | 06-08-2018 | Rogers Cup presented by National Bank Toronto | Masters 1000  | 5 315 025 $   | Dur (ext.)   | Henri Kontinen | Raven Klaasen Michael Venus          | 6-2, 67-7, [10-6]  | Parcours |
| 20 | 10-06-2019 | MercedesCup Stuttgart                         | ATP 250       | 679 015 €     | Gazon (ext.) | Bruno Soares   | Rohan Bopanna Denis Shapovalov       | 7-5, 6-3           | Parcours |
| 21 | 24-02-2020 | Dubai Duty Free Tennis Championships Dubaï    | ATP 500       | 2 794 840 $   | Dur (ext.)   | Michael Venus  | Raven Klaasen Oliver Marach          | 6-3, 6-2           | Parcours |
| 22 | 21-09-2020 | Hamburg European Open Hambourg                | ATP 500       | 1 062 520 €   | Terre (ext.) | Michael Venus  | Ivan Dodig Mate Pavić                | 6-3, 6-4           | Parcours |
| 23 | 19-10-2020 | European Open Anvers                          | ATP 250       | 394 800 €     | Dur (int.)   | Michael Venus  | Rohan Bopanna Matwé Middelkoop       | 6-3, 6-4           | Parcours |
| 24 | 16-05-2021 | Gonet Geneva Open Genève                      | ATP 250       | 419 470 €     | Terre (ext.) | Michael Venus  | Simone Bolelli Máximo González       | 6-2, 7-5           | Parcours |
| 25 | 07-10-2021 | BNP Paribas Open Indian Wells                 | Masters 1000  | 8 359 455 $   | Dur (ext.)   | Filip Polášek  | Aslan Karatsev Andrey Rublev         | 6-3, 7-65          | Parcours |
| 26 | 10-01-2022 | Sydney Tennis Classic Sydney                  | ATP 250       | 521 000 $     | Dur (ext.)   | Filip Polášek  | Simone Bolelli Fabio Fognini         | 7-5, 7-5           | Parcours |
| 27 | 19-06-2023 | Terra Wortmann Open Halle                     | ATP 500       | 2 195 175 €   | Gazon (ext.) | Marcelo Melo   | Simone Bolelli Andrea Vavassori      | 7-63, 3-6, [10-6]  | Parcours |
| 28 | 27-07-2024 | Summer Olympic Tennis Event Paris             | J. olympiques | NC $          | Terre (ext.) | Matthew Ebden  | Austin Krajicek · Rajeev Ram         | 6-7, 7-61, [10-8]  | Parcours |
| 29 | 21-10-2024 | Swiss Indoors Basel Bâle                      | ATP 500       | 2 385 100 €   | Dur (int.)   | Jamie Murray   | Wesley Koolhof Nikola Mektić         | 6-3, 7-5           | Parcours |
| 30 | 03-11-2024 | Belgrade Open Belgrade                        | ATP 250       | 579 320 €     | Dur (int.)   | Jamie Murray   | Ivan Dodig Skander Mansouri          | 3-6, 7-65, [11-9]  | Parcours |

### Finales en double messieurs
| No | Date       | Nom et lieu du tournoi                                       | Catégorie    | Dotation     | Surface      | Vainqueurs                           | Partenaire       | Score             |          |
| -- | ---------- | ------------------------------------------------------------ | ------------ | ------------ | ------------ | ------------------------------------ | ---------------- | ----------------- | -------- |
| 1  | 30-09-2013 | Rakuten Japan Open Tennis Championships Tokyo                | ATP 500      | 1 297 000 $  | Dur (ext.)   | Rohan Bopanna Édouard Roger-Vasselin | Jamie Murray     | 7-65, 6-4         | Parcours |
| 2  | 09-06-2014 | AEGON Championships Londres                                  | ATP 250      | 711 010 €    | Gazon (ext.) | Alexander Peya Bruno Soares          | Jamie Murray     | 4-6, 7-64, [10-4] | Parcours |
| 3  | 18-08-2014 | Winston-Salem Open Winston-Salem                             | ATP 250      | 598 260 $    | Dur (ext.)   | Juan Sebastián Cabal Robert Farah    | Jamie Murray     | 6-3, 6-4          | Parcours |
| 4  | 22-09-2014 | Malaysian Open Kuala Lumpur                                  | ATP 250      | 910 520 $    | Dur (int.)   | Marcin Matkowski Leander Paes        | Jamie Murray     | 3-6, 7-65, [10-5] | Parcours |
| 5  | 09-02-2015 | ABN AMRO World Tennis Tournament Rotterdam                   | ATP 500      | 1 478 850 €  | Dur (int.)   | Jean-Julien Rojer Horia Tecău        | Jamie Murray     | 3-6, 6-3, [10-8]  | Parcours |
| 6  | 20-04-2015 | Barcelona Open Banc Sabadell Barcelone                       | ATP 500      | 1 993 230 €  | Terre (ext.) | Marin Draganja Henri Kontinen        | Jamie Murray     | 6-3, 66-7, [11-9] | Parcours |
| 7  | 29-06-2015 | The Championships Wimbledon                                  | G. Chelem    | NC $         | Gazon (ext.) | Jean-Julien Rojer Horia Tecău        | Jamie Murray     | 7-65, 6-4, 6-4    | Parcours |
| 8  | 31-08-2015 | US Open Flushing Meadows                                     | G. Chelem    | 20 102 700 $ | Dur (ext.)   | Pierre-Hugues Herbert Nicolas Mahut  | Jamie Murray     | 6-4, 6-4          | Parcours |
| 9  | 19-10-2015 | Erste Bank Open Vienne                                       | ATP 500      | 1 745 040 €  | Dur (int.)   | Łukasz Kubot Marcelo Melo            | Jamie Murray     | 4-6, 7-63, [10-6] | Parcours |
| 10 | 26-10-2015 | Swiss Indoors Basel Bâle                                     | ATP 500      | 1 575 295 €  | Dur (int.)   | Alexander Peya Bruno Soares          | Jamie Murray     | 7-5, 7-5          | Parcours |
| 11 | 10-10-2016 | Shanghai Rolex Masters Shanghai                              | Masters 1000 | 5 452 985 $  | Dur (ext.)   | John Isner Jack Sock                 | Henri Kontinen   | 6-4, 6-4          | Parcours |
| 12 | 27-01-2019 | Australian Open Melbourne                                    | G. Chelem    | 3 537 000 $A | Dur (ext.)   | Pierre-Hugues Herbert Nicolas Mahut  | Henri Kontinen   | 6-4, 7-61         | Parcours |
| 13 | 14-06-2021 | cinch Championships Londres                                  | ATP 500      | 1 290 135 €  | Gazon (ext.) | Pierre-Hugues Herbert Nicolas Mahut  | Reilly Opelka    | 6-4, 7-5          | Parcours |
| 14 | 27-09-2021 | San Diego Open San Diego                                     | ATP 250      | 600 000 $    | Dur (ext.)   | Joe Salisbury Neal Skupski           | Filip Polášek    | 7-62, 3-6, [10-5] | Parcours |
| 15 | 25-07-2022 | Atlanta Open Atlanta                                         | ATP 250      | 708 530 $    | Dur (ext.)   | Thanasi Kokkinakis Nick Kyrgios      | Jason Kubler     | 7-64, 7-5         | Parcours |
| 16 | 08-08-2022 | National Bank Open Presented by Rogers Montréal              | Masters 1000 | 5 926 545 $  | Dur (ext.)   | Wesley Koolhof Neal Skupski          | Daniel Evans     | 6-2, 4-6, [10-6]  | Parcours |
| 17 | 17-10-2022 | Tennis Napoli Cup Naples                                     | ATP 250      | 612 000 €    | Dur (ext.)   | Ivan Dodig Austin Krajicek           | Matthew Ebden    | 6-3, 1-6, [10-8]  | Parcours |
| 18 | 27-09-2023 | Astana Open Astana                                           | ATP 250      | 1 017 850 $  | Dur (int.)   | Nathaniel Lammons Jackson Withrow    | Mate Pavić       | 7-64, 7-67        | Parcours |
| 19 | 01-04-2024 | Fayez Sarofim & Co. US Men's Clay Court Championship Houston | ATP 250      | 661 585 $    | Terre (ext.) | Max Purcell Jordan Thompson          | William Blumberg | 7-5, 6-1          | Parcours |
| 20 | 24-06-2024 | Rothesay International Eastbourne                            | ATP 250      | 740 160 €    | Gazon (ext.) | Neal Skupski Michael Venus           | Matthew Ebden    | 4-6, 7-62, [11-9] | Parcours |

### Titres en double mixte
| No | Date       | Nom et lieu du tournoi    | Catégorie | Dotation  | Surface    | Partenaire     | Finalistes                              | Score            |          |
| -- | ---------- | ------------------------- | --------- | --------- | ---------- | -------------- | --------------------------------------- | ---------------- | -------- |
| 1  | 31-08-2022 | US Open Flushing Meadows  | G. Chelem | 667 700 $ | Dur (ext.) | Storm Sanders  | Kirsten Flipkens Édouard Roger-Vasselin | 4-6, 6-4, [10-7] | Parcours |
| 2  | 12-01-2025 | Australian Open Melbourne | G. Chelem | 667 700 $ | Dur (ext.) | Olivia Gadecki | Kimberly Birrell John-Patrick Smith     | 3-6, 6-4, [10-6] | Parcours |

## Parcours dans les tournois duGrand Chelem

### En double messieurs
| Année | Open d'Australie                                                                        | Open d'Australie                                                                      | Internationaux de France                                                               | Internationaux de France                                                                  | Wimbledon                                                                              | Wimbledon                   | US Open | US Open |
| ----- | --------------------------------------------------------------------------------------- | ------------------------------------------------------------------------------------- | -------------------------------------------------------------------------------------- | ----------------------------------------------------------------------------------------- | -------------------------------------------------------------------------------------- | --------------------------- | ------- | ------- |
| 2012  | —                                                                                       | —                                                                                     | —                                                                                      | —                                                                                         | 1er tour (1/32) C. Ebelthite \|\| style="text-align:left;" \| Leander Paes R. Štěpánek | —                           | —       |         |
| 2013  | 2e tour (1/16) J.-P. Smith \|\| style="text-align:left;" \| S. Stakhovsky M. Youzhny    | 2e tour (1/16) Jamie Murray \|\| style="text-align:left;" \| J. S. Cabal Robert Farah | 1er tour (1/32) Jamie Murray \|\| style="text-align:left;" \| J. Blake Jürgen Melzer   | 1/4 de finale Jamie Murray \|\| style="text-align:left;" \| A. Peya Bruno Soares          |                                                                                        |                             |         |         |
| 2014  | 2e tour (1/16) Jamie Murray \|\| style="text-align:left;" \| Eric Butorac Raven Klaasen | 1/8 de finale Jamie Murray \|\| style="text-align:left;" \| Bob Bryan Mike Bryan      | 1/8 de finale Jamie Murray \|\| style="text-align:left;" \| A. Peya Bruno Soares       | 1er tour (1/32) Jamie Murray \|\| style="text-align:left;" \| Scott Lipsky Rajeev Ram     |                                                                                        |                             |         |         |
| 2015  | 1/8 de finale Jamie Murray \|\| style="text-align:left;" \| Ivan Dodig Marcelo Melo     | 1/8 de finale Jamie Murray \|\| style="text-align:left;" \| M. Matkowski N. Zimonjić  | Finale Jamie Murray                                                                    | J.-J. Rojer Horia Tecău                                                                   | Finale Jamie Murray                                                                    | P.-H. Herbert Nicolas Mahut |         |         |
| 2016  | 2e tour (1/16) H. Kontinen \|\| style="text-align:left;" \| Sam Groth L. Hewitt         | 2e tour (1/16) H. Kontinen \|\| style="text-align:left;" \| Brian Baker M. Daniell    | 1/4 de finale H. Kontinen \|\| style="text-align:left;" \| P.-H. Herbert Nicolas Mahut | 2e tour (1/16) H. Kontinen \|\| style="text-align:left;" \| R. Lindstedt A.-U.-H. Qureshi |                                                                                        |                             |         |         |
| 2017  | Victoire H. Kontinen                                                                    | Bob Bryan Mike Bryan                                                                  | 1er tour (1/32) H. Kontinen \|\| style="text-align:left;" \| D. Marrero T. Robredo     | 1/2 finale H. Kontinen \|\| style="text-align:left;" \| Łukasz Kubot Marcelo Melo         | 1/2 finale H. Kontinen \|\| style="text-align:left;" \| J.-J. Rojer Horia Tecău        |                             |         |         |
| 2018  | 2e tour (1/16) H. Kontinen \|\| style="text-align:left;" \| Radu Albot Chung Hyeon      | 1/4 de finale H. Kontinen \|\| style="text-align:left;" \| F. López Marc López        | 1er tour (1/32) H. Kontinen \|\| style="text-align:left;" \| M. González Nicolás Jarry | 2e tour (1/16) H. Kontinen \|\| style="text-align:left;" \| Jérémy Chardy Fabrice Martin  |                                                                                        |                             |         |         |
| 2019  | Finale H. Kontinen                                                                      | P.-H. Herbert Nicolas Mahut                                                           | 1/8 de finale H. Kontinen \|\| style="text-align:left;" \| Rajeev Ram Joe Salisbury    | 1/4 de finale H. Kontinen \|\| style="text-align:left;" \| Raven Klaasen Michael Venus    | 2e tour (1/16) H. Kontinen \|\| style="text-align:left;" \| Leonardo Mayer João Sousa  |                             |         |         |
| 2020  | 1/8 de finale M. Venus \|\| style="text-align:left;" \| M. Arévalo Jonny O'Mara         | 2e tour (1/16) M. Venus \|\| style="text-align:left;" \| F. Nielsen Tim Pütz          | Annulé                                                                                 | Annulé                                                                                    | 1/8 de finale M. Venus \|\| style="text-align:left;" \| Sander Gillé Joran Vliegen     |                             |         |         |
| 2021  | 1/8 de finale M. Venus \|\| style="text-align:left;" \| Rajeev Ram J. Salisbury         | 2e tour (1/16) M. Venus \|\| style="text-align:left;" \| Robin Haase J.-L. Struff     | 1er tour (1/32) J. Thompson \|\| style="text-align:left;" \| Max Purcell Luke Saville  | 1/2 finale F. Polášek \|\| style="text-align:left;" \| Jamie Murray Bruno Soares          |                                                                                        |                             |         |         |
| 2022  | 1/4 de finale F. Polášek \|\| style="text-align:left;" \| M. Granollers H. Zeballos     | 1er tour (1/32) F. Polášek \|\| style="text-align:left;" \| Ivan Dodig A. Krajicek    | 1/4 de finale F. Polášek \|\| style="text-align:left;" \| M. Ebden Max Purcell         | 1er tour (1/32) A. Popyrin \|\| style="text-align:left;" \| M. Arévalo J.-J. Rojer        |                                                                                        |                             |         |         |
| 2023  | 1/4 de finale Andreas Mies \|\| style="text-align:left;" \| M. Granollers H. Zeballos   | 1/8 de finale Marcelo Melo \|\| style="text-align:left;" \| M. Granollers H. Zeballos | 1/8 de finale Marcelo Melo \|\| style="text-align:left;" \| T. Griekspoor B. Stevens   | 1er tour (1/32) Marcelo Melo \|\| style="text-align:left;" \| L. Glasspool H. Heliövaara  |                                                                                        |                             |         |         |
| 2024  | 2e tour (1/16) H. Heliövaara \|\| style="text-align:left;" \| W. Koolhof N. Mektić      | 2e tour (1/16) R. Safiullin \|\| style="text-align:left;" \| S. Gillé J. Vliegen      | 2e tour (1/16) R. Hijikata \|\| style="text-align:left;" \| N. Skupski M. Venus        | 1er tour (1/32) Jamie Murray \|\| style="text-align:left;" \| A. Göransson S. Verbeek     |                                                                                        |                             |         |         |

N.B. : le nom du partenaire se trouve sous le résultat ; les noms des ultimes adversaires se trouvent à droite.

### En double mixte
| Année | Open d'Australie                                                                     | Open d'Australie                                                                           | Internationaux de France                                                           | Internationaux de France                                                            | Wimbledon                                                                            | Wimbledon                   | US Open                      | US Open                       |
| ----- | ------------------------------------------------------------------------------------ | ------------------------------------------------------------------------------------------ | ---------------------------------------------------------------------------------- | ----------------------------------------------------------------------------------- | ------------------------------------------------------------------------------------ | --------------------------- | ---------------------------- | ----------------------------- |
| 2013  | —                                                                                    | —                                                                                          | —                                                                                  | —                                                                                   | 1/4 de finale A. Barty                                                               | Lisa Raymond Bruno Soares   | 2e tour (1/8) A. Barty       | L. Hradecká F. Čermák         |
| 2014  | 2e tour (1/8) A. Barty                                                               | K. Srebotnik R. Bopanna                                                                    | 1er tour (1/16) L. Raymond                                                         | Arantxa Parra S. González                                                           | 3e tour (1/8) A. Barty                                                               | K. Mladenovic Daniel Nestor | 1/4 de finale A. Barty       | T. Townsend Donald Young      |
| 2015  | 1/4 de finale C. Dellacqua                                                           | Sania Mirza Bruno Soares                                                                   | 1/4 de finale Chan Yung-jan                                                        | Zheng Jie H. Kontinen                                                               | 2e tour (1/16) Chan Yung-jan                                                         | Ana Konjuh M. Draganja      | 2e tour (1/8) D. Gavrilova   | B. Mattek-Sands Sam Querrey   |
| 2016  | 2e tour (1/8) S. Stosur                                                              | B. Mattek-Sands Bob Bryan                                                                  | 1er tour (1/16) D. Gavrilova                                                       | Chan Hao-ching Jamie Murray                                                         | 1er tour (1/32) S. Stosur                                                            | B. Krejčíková André Sá      | —                            | —                             |
| 2017  | 1er tour (1/16) Sally Peers                                                          | Zheng Saisai Alexander Peya                                                                | 1er tour (1/16) Chan Yung-jan                                                      | Abigail Spears J. S. Cabal                                                          | 3e tour (1/8) Sabine Lisicki                                                         | M. J. Martínez M. Demoliner | —                            | —                             |
| 2018  | 2e tour (1/8) C. Dellacqua                                                           | J. Larsson M. Middelkoop                                                                   | 2e tour (1/8) Zhang Shuai                                                          | N. Melichar A. Peya                                                                 | 2e tour (1/16) Zhang Shuai                                                           | E. Makarova Bruno Soares    | 1/2 finale Zhang Shuai       | Alicja Rosolska Nikola Mektić |
| 2019  | 1er tour (1/16) Zhang Shuai                                                          | Tímea Babos M. Fucsovics                                                                   | 1/4 de finale Zhang Shuai                                                          | G. Dabrowski Mate Pavić                                                             | 3e tour (1/8) Zhang Shuai \|\| style="text-align:left;" \| J. Ostapenko R. Lindstedt | 1er tour (1/16) Zhang Shuai | B. Mattek-Sands Jamie Murray |                               |
|       |                                                                                      |                                                                                            |                                                                                    |                                                                                     |                                                                                      |                             |                              |                               |
| 2021  | 1er tour (1/16) B. Woolcock \|\| style="text-align:left;" \| A. Klepač Neal Skupski  | 1er tour (1/8) Chan Hao-ching \|\| style="text-align:left;" \| Alexa Guarachi Neal Skupski | 1/2 finale Zhang Shuai \|\| style="text-align:left;" \| D. Krawczyk Neal Skupski   | 1er tour (1/16) Zhang Shuai \|\| style="text-align:left;" \| N. Melichar Ivan Dodig |                                                                                      |                             |                              |                               |
| 2022  | 1/2 finale Zhang Shuai \|\| style="text-align:left;" \| K. Mladenovic Ivan Dodig     | 1/2 finale G. Dabrowski \|\| style="text-align:left;" \| E. Shibahara W. Koolhof           | 1/4 de finale G. Dabrowski \|\| style="text-align:left;" \| Sania Mirza Mate Pavić | Victoire S. Hunter                                                                  | K. Flipkens É. Roger-Vasselin                                                        |                             |                              |                               |
| 2023  | 1er tour (1/16) S. Hunter \|\| style="text-align:left;" \| D. Krawczyk N. Skupski    | 2e tour (1/8) S. Hunter \|\| style="text-align:left;" \| M. Kostyuk M. Arévalo             | 1er tour (1/16) S. Hunter \|\| style="text-align:left;" \| K. Boulter A. de Minaur | 1er tour (1/16) S. Hunter \|\| style="text-align:left;" \| Strýcová González        |                                                                                      |                             |                              |                               |
| 2024  | 1er tour (1/16) K. Birrell \|\| style="text-align:left;" \| Hsieh S.-w. J. Zieliński | 2e tour (1/8) N. Melichar \|\| style="text-align:left;" \| M. Kato T. Pütz                 | —                                                                                  | —                                                                                   | 2e tour (1/8) K. Siniaková \|\| style="text-align:left;" \| A. Sutjiadi R. Bopanna   |                             |                              |                               |
| 2025  | Victoire O. Gadecki                                                                  | K. Birrell J.P. Smith                                                                      |                                                                                    |                                                                                     |                                                                                      |                             |                              |                               |

N.B. : le nom de la partenaire se trouve sous le résultat ; les noms des ultimes adversaires se trouvent à droite.

## Participation auMasters

### En double
| Année | Ville              | Surface    | Partenaire     | Résultats | Résultat final                 |
| ----- | ------------------ | ---------- | -------------- | --------- | ------------------------------ |
| 2015  | Londres (O2 Arena) | Dur indoor | Jamie Murray   | 1v, 2d    | Éliminé en poules              |
| 2016  | Londres (O2 Arena) | Dur indoor | Henri Kontinen | 5v, 0d    | Vainqueur                      |
| 2017  | Londres (O2 Arena) | Dur indoor | Henri Kontinen | 4v, 1d    | Vainqueur                      |
| 2018  | Londres (O2 Arena) | Dur indoor | Henri Kontinen | 0v, 1d    | Éliminé en poules (remplaçant) |
| 2020  | Londres (O2 Arena) | Dur indoor | Michael Venus  | 0v, 3d    | Éliminé en poules              |

## Classements ATP en fin de saison
| Année          | 2007 | 2008 | 2009 | 2010 | 2011 | 2012 | 2013 | 2014 | 2015 | 2016 | 2017 | 2018 | 2019 | 2020 | 2021 | 2022 | 2023 | 2024 |
| Rang en simple | 1461 | –    | –    | –    | 568  | 642  | 1217 | –    | –    | –    | –    | –    | –    | –    | –    | –    | –    | –    |
| Rang en double | –    | 1175 | –    | –    | 357  | 78   | 29   | 43   | 8    | 9    | 4    | 23   | 26   | 28   | 13   | 37   | 39   | 35   |

Source : (en) Classements de John Peers sur le site officiel de la Fédération internationale de tennis